# Bonneville (Charente)
Bonneville is een plaats en voormalige gemeente in het Franse departement Charente (regio Nouvelle-Aquitaine) en telt 157 inwoners (1999). De plaats maakt deel uit van het arrondissement Cognac.

## Geschiedenis
Bonneville is op 1 januari 2019 gefuseerd met de gemeenten Anville, Auge-Saint-Médard en Montigné tot de gemeente Val-d'Auge.  

## Geografie
De oppervlakte van Bonneville bedraagt 9,9 km², de bevolkingsdichtheid is 15,9 inwoners per km².
De onderstaande kaart toont de ligging van Bonneville (Charente) met de belangrijkste infrastructuur en aangrenzende gemeenten.

## Demografie
Onderstaande figuur toont het verloop van het inwonertal.
Vanwege een beveiligingsprobleem met de MediaWiki Graph-software is het momenteel niet mogelijk deze grafiek weer te geven. Zodra de software is bijgewerkt zal de grafiek vanzelf weer zichtbaar worden.
Anville · Auge · Bonneville · Montigné · Saint-Médard